# Mythicomyia polygena
Mythicomyia polygena är en tvåvingeart som beskrevs av Axel Leonard Melander 1961. Mythicomyia polygena ingår i släktet Mythicomyia och familjen svävflugor. Inga underarter finns listade i Catalogue of Life.